# Linea C (metropolitana di Praga)
La linea C (in ceco Linka C) è una linea della metropolitana di Praga che collega la capitale ceca dal nord-est, con capolinea Letňany, nell'area omonima di Praga 18, a sud-est, attestandosi al capolinea di Háje, nell'area di Jižní Město, Praga 11.
Incrocia la linea A nella stazione di Muzeum, la linea B nella stazione di Florenc, consente l'interscambio con il servizio ferroviario suburbano di Praga nelle stazioni di Kačerov, Hlavní nádraží (situata nei pressi della stazione di Praga Centrale), Vltavská e Nádraží Holešovice e con la rete tranviaria di Praga in diverse stazioni.